# Blogger
Blogger — сервіс для ведення блогів, за допомогою якого будь-який користувач може завести свій блог, не вдаючись до програмування і не турбуючись про встановлення та налаштування програмного забезпечення. Blogger був створений компанією Pyra Labs, якою зараз володіє Google.
До травня 2010 року Blogger дозволяв розміщати блог на хостингу власника блогу за допомогою FTP.
Blogger in Draft — розширена модель адміністративної частини, в якій доступні всі бета-функції Блогера.
Сервіс прив'язаний до облікового запису в Google, тобто для реєстрації потрібно мати зареєстрований email на gmail.com.
Надається можливість ведення колективного блогу та модифікувати html-код блогу.

## Історія
- Сервіс запущено 23 серпня 1999 року компанією Pyra Labs. Це один з перших проєктів, призначених для блогінгу, який сприяв популяризації цього виду інтернет-діяльності.
- У лютому 2003 Pyra Labs була придбана компанією Google, умови угоди не розголошуються. Після придбання всі додаткові зручності, які Pyra Labs надавала користувачам за гроші, стали безплатними. Через рік співзасновник Pyra Labs Еван Вільямс залишив Google.
- У 2004 Google придбала Picasa та інтегрувала цей фотохостинг у Blogger, поліпшивши користувачам процес публікації фотографій у своїх блогах.
- 9 травня 2004 Blogger було значно перероблено, основні поліпшення включали доступ користувачів до виправлення CSS шаблонів їхніх сторінок, архівування блогів, коментарі, можливість публікації постів електронною поштою.
- 14 серпня 2006 Blogger перейшов на нову бета-версію рушія з кодовим іменем Invader. Вміст блогів став поступово переводитися на сервери Google, а також з'явилися деякі інші поліпшення, такі як drag-and-drop — редагування шаблонів сторінок, можливість обмеження доступу читання блогів для ведення приватних блогів.
- У грудні 2006 статус бети був знятий[2].
- До травня 2007 року процес переїзду контенту на сервери Google був завершений.
- У березні 2018 року Blogger увімкнув підтримку HTTPS для Custom доменів[3][неавторитетне джерело].